# حقل غاز الريشة
حقل غاز الريشة  هو حقل غاز طبيعي يقع في محافظة المفرق، شمال شرق الأردن، وتحديدًا على الحدود مع العراق. تم اكتشافه في 1985 من قبل سلطة المصادر الطبيعية، وتستغله حاليًا شركة البترول الوطنية م.ع.م . لقد بدأ إنتاج الحقل في 1989 باستخراج الغاز الطبيعي، ويُقدر الإنتاج ب 18 مليون قدم مكعب في اليوم.

يُعتبر الريشة حقلاً غير تقليديًا، ومن الحقول الكتمية، أي أنه ليس من السهل إنتاج الغاز من الآبار المحفورة بالطرق التقليدية والتي تتطلب تقنيات خاصة واستثمارات كبيرة لإنتاج الغاز.
توقع ارتفاع إنتاج الغاز في حقل الريشة إلى 25 مليون قدم مكعبة يوميا.

## تاريخ
تم اكتشاف الحقل عام 1985 من قبل سلطة المصادر الطبيعية الأردنية بالمنطقة الحدودية مع العراق، قرب بلدة طريبيل، بعد اتفاق الجانبين الأردني والعراقي على ترسيم الحدود بينهما بشكلها النهائي عام 1984، باتفاقية جرى إيداعها لدى المؤسسات الدوليّة اعتمدت خرائط الانتداب البريطاني في عشرينات القرن العشرين. وأقام الأردن في المنطقة محطة لتوليد الطاقة الكهربائية، كما شيّد بعدها نقاط عبور جديدة هي الحالية التي تبعد عن الحدود القديمة 72 كيلومترًا، وجرى ترحيل مركز عراقي متقدم في الأراضي الأردنية. 